# Stade Lazour
Le stade Lazour (en bulgare : Стадион Лазур) est un stade de football situé à Bourgas en Bulgarie.

## Événements
- Supercoupe de Bulgarie de football 2004, 2011, 2012, 2014 et 2015
- Finale de la Coupe de Bulgarie de football 2012, 2014 et 2015
- Championnat d'Europe de football des moins de 17 ans 2015

## Galerie

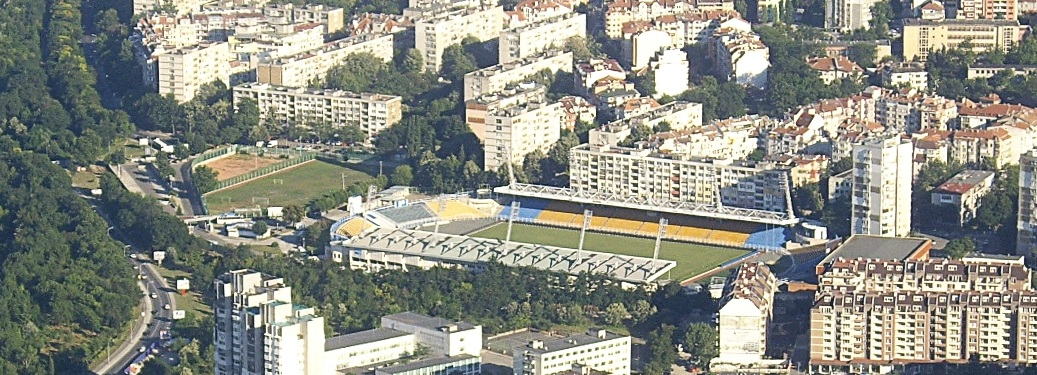